# Cồn Cỏ
Con Co (en vietnamita: Cồn Cỏ) es un distrito (huyện) de la provincia de Quảng Trị en la región centro-norte costera de Vietnam.
Es además una isla y se encuentra a 27 km al este de Mũi Lay, en las coordenadas 17°10' Norte y 107°21' al este de Greenwich. Antes de convertirse en su propio distrito, la isla fue una comuna de Vĩnh Quang, en el Distrito de Vĩnh Linh, Provincia de Quảng Trị.
La isla se convirtió en un distrito a través del Decreto 174/2004 NĐ-CP del 1 de octubre de 2004. Funcionarios de la provincia realizaron una ceremonia para crear el distrito el 18 de abril de 2005.
Según datos de 2003 el distrito tenía una población de 400 personas. El distrito tiene una extensión de 2,2 km², lo que lo hace uno de los distritos más pequeños en Vietnam. La capital del distrito se encuentra en Dao Con Co.